# Каррега-Лигуре
Каррега-Лигуре (итал. Carrega Ligure) — коммуна в Италии, располагается в регионе Пьемонт, в провинции Алессандрия.
Население составляет 109 человек (2008 г.), плотность населения составляет 2 чел./км². Занимает площадь 57 км². Почтовый индекс — 15060. Телефонный код — 0143.
Покровителем коммуны почитается святой Иулиан с озера Орта, празднование 9 января.

## Демография
Динамика населения:

## Администрация коммуны
- Официальный сайт: http://www.comunecarregaligure.eu/